# Владиславка (Сквирский район)
Владиславка (укр. Владиславка) — село, входит в Сквирский район Киевской области Украины.
Население по переписи 2001 года составляло 78 человек. Почтовый индекс — 09030. Телефонный код — 4568. Код КОАТУУ — 3224086402.

## Местный совет
09035, Київська обл., Сквирський р-н, с.Руда, вул.Заводська,2